# HK Jedinstvo
Der HK Jedinstvo (dt. „Einheit“) ist ein Hockeyverein aus der kroatischen Hauptstadt Zagreb. 1948 gründeten fünf Freunde eine Hockeymannschaft, die 1949 dem SK Jedinstvo beitrat. Der in Rot, Schwarz und Gelb spielende Verein gehört zu den erfolgreichsten im kroatischen Herrenhockey. Die Platzanlage mit Kunstrasenplatz liegt im Stadtteil Trešnjevka rund 2,5 km südwestlich der Altstadt. Jedinstvo nahm zwischen 1978 und 2004 22-mal am Feldhockey-Europacup teil, dabei 12 Teilnahmen an Landesmeisterturnieren und zehn bei den Pokalsiegerturnieren. Meist spielte der Club in der drittklassigen Challenge (17×). Die beste Platzierung resultierte aus dem ersten Antreten auf europäischer Ebene im Jahr 1978 mit Rang zehn im damals noch einklassigen Landesmeisterpokal.

## Erfolge
- Feldhockeylandesmeister der Herren: 1950, 1951, 1952, 1953, 1954, 1955, 1957, 1959, 1961, 1962, 1963, 1964, 1965, 1969, 1970, 1977, 1980, 1993, 2000
- Feldhockeylandespokalsieger der Herren: 1965, 1968, 1970, 1994, 1997, 2003, 2009
- Hallenhockeylandesmeister der Herren: 1983, 1986, 1994, 2007, 2009
- Hallenhockeylandespokalsieger der Herren: 1993, 2001, 2004, 2006, 2008